# Kruškovo Polje
Kruškovo Polje (szerbül: Крушково Поље), település Bosznia-Hercegovinában, Šamac községben, a Szerb Köztársaság északi régiójában.

## Fekvése
A település Bosznia-Hercegovina északi részén, Dobojtól légvonalban 41, közúton 59 km-re északkeletre, községközpontjától légvonalban 4, közúton 6 km-re dél-délnyugatra, a Szávamenti-síkságon, a Boszna jobb partja közelében, 90-92 méteres magasságban fekszik.

## Népessége
| Nemzetiségi csoport | Népesség 1991 | Népesség 2013 |
| ------------------- | ------------- | ------------- |
| Szerb               | 673           | 588           |
| Bosnyák             | 0             | 1             |
| Horvát              | 8             | 7             |
| Jugoszláv           | 23            | 0             |
| Egyéb               | 2             | 8             |
| Összesen            | 706           | 604           |

## Története
A falu határában található Kulište régészeti lelőhely leleteinek tanúsága szerint itt már a neolitikumtól fogva éltek emberek. Ez a település feltehetően több ezer évig, egészen a római korig lakott volt. Késő bronzkori és vaskori  leleteket is találtak, a rómaiak jelenlétéről pedig az árulkodik, hogy a számos római tégla, építőanyag és kerámia töredékei is fellelhetők itt. Kruškova Polje lakosai azt állítják, hogy ezen a helyen egy torony maradványai találhatók, amelyről (kula = torony) Kulište a nevét kapta.
Az 1711-es török adóösszeírásban a település Kruškova Bara néven szerepel. A település 1878-ig tartozott az Oszmán Birodalomhoz. Ekkor a berlini kongresszus határozata alapján az Osztrák-Magyar Monarchia katonai uralma alá került, mely 1908-ban annektálta Bosznia-Hercegovinát. 1910-ben a Bosanski Šamaci járáshoz tartozó településen 87 háztartást, 560 ortodox és 7 római katolikus lakost találtak. A monarchia szétesésével 1918-ban előbb a Szerb-Horvát-Szlovén Királyság, majd 1929-től a Jugoszláv Királyság része lett. 1921-ben a Bosanski Šamac-i járáshoz tartozó településnek 538 lakosa volt, közülük 537 ortodox szerb és 1 római katolikus volt. Az 1929-es törvény értelmében, amikor Bosznia-Hercegovinát négy banovinára, Drinskára, Vrbaskára, Zetskára és Primorskára osztották, a település a Vrbaska banovina (Orbászi Bánság) része lett, amelynek székhelye Banja Luka volt. 1939-ben a közigazgatás átszervezésével a Hrvatska banovina (Horvát Bánság) része lett. 
A második világháborúban Jugoszlávia megszállása után a Független Horvát Állam (NDH) része lett. A második világháború idején, 1943. március 9-én a délelőtti órákban egy német szakasz megszállta a falut és 24 embert tartóztatott le. A letartóztatottakat a zimonyi Staro sajmište táborba és a mauthauseni koncentrációs táborba vitték, közülük csak hatan tértek vissza. A második világháború után 1992-ig a település a szocialista Jugoszlávia keretében a Bosznia-Hercegovinai Népköztársaság része volt. A boszniai háborút lezáró daytoni békeszerződés rendelkezése alapján az ország területét felosztották a Bosznia-hercegovinai Föderáció és a boszniai Szerb Köztársaság között. A területmegosztás eredményeként a település Šamac község részeként a Szerb Köztársaság területéhez került.

## Sport
- A Zvijezda Kruškovo Polje labdarúgó klubot 1957-ben alapították

## Nevezetességei
- Kulište – őskori és római település maradványai. A lelőhely a Boszna-folyó egy régi kanyarulatában található és több tell típusú kiemelkedésen helyezkedik el. Itt a földművelés során egy újkőkori, majd a késő bronzkorban és a vaskorban is létezett település maradványait pusztították el. A vaskori település a kelta la théne-kultúra kerámia leletei igazolják. A lelőhelyen sok római építőanyag és kerámiatöredék is előkerült.[5]

- Szent Lázár fejedelem tiszteletére szentelt ortodox plébániatemploma. A templom mérete 15,9x7 méter. A templom építése 1993. október 20-án kezdődött a bijeljinai Živojin Mitrović tervei alapján. Az alapokat Vasilije, Zvornik-Tuzla püspöke szentelte fel 1993. október 27-én. A templomot ugyanaz a püspök szentelte fel 1996. szeptember 8-án, Vasilij Veinović milesevoi püspök koncelebrációjával. A diófa ikonosztázt a Kruškovo Polje-i Pero Nikolić készítette. Az ikonosztázon látható ikonokat a doboji Aleksandar Vasiljević festette. A templomot a čačaki Goran Pešić festette ki. A parókiát 1995-ben alapították.[9]